# Dequeizmus és queizmus
A „dequeizmus” és „queizmus” (spanyolul: dequeísmo és queísmo) a spanyol nyelvben a de que, illetve que igei vonzatok felcserélt használatára (hiperkorrekcióra) utal.

## Dequeísmo
A dequeísmo vagy „dequeizmus” azt jelenti, hogy que kötőszó-vonzatú igéket helytelenül, illetve feleslegesen (hiperkorrekt módon) de elöljárószóval kiegészítve használják, például dile de que venga ’mondd meg neki, hogy jöjjön’ a szabályos dile que venga helyett.

## Queísmo
A queísmo vagy „queizmus” az előzővel ellentétes jelenség, vagyis amikor a de que vonzatból elhagyják a de elöljárószót, például estoy seguro que viene ’biztos vagyok (abban), hogy jön’ a szabályos estoy seguro de que viene helyett.